# 蜜翠·吉拉斯
蜜翠·伊莉莎白·吉拉斯（英語：Mildred Elizabeth Gillars，1900年11月29日—1988年6月25日）是美國播音員。第二次世界大戰時，為納粹德國從事政治宣傳廣播，被盟軍稱作軸心莎莉（Axis Sally）。

## 概要
1900年，生於緬因州波特蘭。1935年，在德國柏林擔任英語教師。1940年，在帝國廣播公司擔任播音員，為納粹從事宣傳活動，直到納粹政權崩壞。戰後被捕，1948年，送回美國，以10項叛國嫌疑被起訴。1949年，僅以1項罪名成立，遭判決10年〜30年的徒刑。1961，假釋出獄。

## 脚注
1. ↑  . Encyclopedia Britannica.   [October 20, 2017]. （原始内容存档于2020-10-26） （英语）.

## 外部連結
- YouTube上的Axis Sally Broadcast